# ميكيتا شفتشينكو
ميكتا روسلانوفيتش شفتشينكو (بالأوكرانية: Микита Русланович Шевченко) هو لاعب كرة قدم أوكراني في مركز حراسة المرمى ولد في يوم 26 يناير 1993 في مدينة هورليفكا في أوكرانيا، يلعب حالياً مع نادي شاختار دونتسك وسبق له اللعب مع نادي ماريوبول وزوريا لوهانسك، لعب أيضاً مع منتخب أوكرانيا تحت 21 سنة لكرة القدم ويبلغ طوله 187 سم.

## روابط خارجية
- ميكيتا شفتشينكو على موقع الاتحاد الأوربي (الإنجليزية)
- ميكيتا شفتشينكو على موقع اتحاد أوكرانيا (الإنجليزية)
- ميكيتا شفتشينكو على موقع قاعدة بيانات كرة القدم.إي يو (الإنجليزية)
- ميكيتا شفتشينكو على موقع Soccerway.com (الإنجليزية)
- ميكيتا شفتشينكو على موقع عالم كرة القدم.نت (الإنجليزية)
- ميكيتا شفتشينكو على موقع AS.com (الإسبانية)